# Biblioteca Caterina Figueras
La Biblioteca Caterina Figueras és un edifici noucentista de Tona (Osona) inclòs a l'Inventari del Patrimoni Arquitectònic de Catalunya.

## Descripció
Es tracta les antigues escoles públiques. Són dos edificis independents amb galeries porticades a migdia. El cos més petit estava destinat a les nenes. La coberta de l'edifici és a diferents nivells i forma un atractiu joc de superposicions.
A la façana principal hi ha un porxo que en permet l'accés, coronat amb l'escut d'Alfons XIII, tot i que va ser modificat més tard. A totes les façanes i a la part superior de l'edifici hi ha esgrafiats amb temes pedagògics i de jocs amb motius infantils, d'un realisme accentuat. Aquests motius varen ser dissenyats pel gravador i pintor Manuel Puig i Genís.
És significativa la restauració duta a terme entre 1990 i 1993 a càrrec de Josep Maria Claparols Pericas i Josep Padrós per convertir les escoles en una biblioteca i sala d'exposicions.
És important destacar la importància volumètrica dels cossos a través del joc entre diferents plans de cobertes i la decoració de les façanes.

## Història
L'any 1921, amb la voluntat de construir escoles, es va format el patronat i la Fundació Escolar de Tona. Van aconseguir un petit capital per començar les obres, però l'edifici es va construir gràcies al donatiu de l'indiano Antoni Figueras l'any 1927; és per aquest motiu que porta el nom de la seva filla, Caterina, que va morir molt jove. Volia que el seu nom s'escrigués amb lletres daurades i caràcters romans al frontispici de l'edifici.